# NGC 4838
NGC 4838 је спирална галаксија у сазвежђу Девица која се налази на NGC листи објеката дубоког неба.
Деклинација објекта је - 13° 3' 37" а ректасцензија 12h 57m 56,1s. Привидна величина (магнитуда) објекта NGC 4838 износи 13,0 а фотографска магнитуда 13,8. NGC 4838 је још познат и под ознакама MCG -2-33-74, IRAS 12552-1247, PGC 44383.